# Cicurina browni
Cicurina browni là một loài nhện trong họ Dictynidae.
Loài này thuộc chi Cicurina. Cicurina browni được Willis J. Gertsch miêu tả năm 1992.